# South Atlantic League
Ne pas confondre avec la ligue indépendante Atlantic League of Professional Baseball.
La South Atlantic League est une ligue mineure de baseball composée d'équipes situées dans le Sud-Est des États-Unis. Elle est classée au niveau A, soit trois niveaux en dessous de la Ligue majeure de baseball. Chaque équipe est affiliée avec une franchise de Ligue majeure, permettant le développement de joueurs avant leur arrivée au plus haut niveau.

## Histoire
Le nom de South Atlantic League est utilisé par plusieurs ligues depuis le début du XXe siècle, et l'actuelle SAL revendique d'ailleurs cet héritage, comme le précise la mention « est. 1903 » figurant sur son logo. Pourtant, la South Atlantic League actuelle n'est fondée qu'en 1980 à la suite d'une évolution de la Western Carolinas League, fondée en 1960. Aussi, certaines sources datent la fondation de l'actuelle SAL en 1960 tandis que d'autres font remarquer que la première version de la Sally date seulement de 1904. 
En 2007, la SAL a drainé 3 862 077 spectateurs au stade, soit plus de 3000 spectateurs par match. 

## Équipes de la saison 2022[1]
| Division | Franchise                  | Ville             | État             | Stade (capacité)                       | Affilié à (depuis)              |
| -------- | -------------------------- | ----------------- | ---------------- | -------------------------------------- | ------------------------------- |
| North    | IronBirds d'Aberdeen       | Aberdeen          | Maryland         | Leidos Field at Ripken Stadium (6 300) | Orioles de Baltimore (2002)     |
| North    | Cyclones de Brooklyn       | New York          | New York         | MCU Park (7 000)                       | Mets de New York (2001)         |
| North    | Grasshoppers de Greensboro | Greensboro        | Caroline du Nord | First National Bank Field (7 499)      | Pirates de Pittsburgh (2019)    |
| North    | Renegades d'Hudson Valley  | Wappingers Falls  | New York         | Dutchess Stadium (4 500)               | Yankees de New York (2021)      |
| North    | BlueClaws de Jersey Shore  | Lakewood Township | New Jersey       | FirstEnergy Park (8 000)               | Phillies de Philadelphie (2001) |
| North    | Blue Rocks de Wilmington   | Wilmington        | Delaware         | Daniel S. Frawley Stadium (6 404)      | Nationals de Washington (2021)  |
| South    | Tourists d'Asheville       | Asheville         | Caroline du Nord | McCormick Field (4 000)                | Astros de Houston (2021)        |
| South    | Hot Rods de Bowling Green  | Bowling Green     | Kentucky         | Bowling Green Ballpark (4 559)         | Rays de Tampa Bay (2009)        |
| South    | Drive de Greenville        | Greenville        | Caroline du Sud  | Fluor Field at the West End (5 700)    | Red Sox de Boston (2005)        |
| South    | Crawdads de Hickory        | Hickory           | Caroline du Nord | L. P. Frans Stadium (5 062)            | Rangers du Texas (2009)         |
| South    | Braves de Rome             | Rome              | Géorgie          | State Mutual Stadium (5 105)           | Braves d'Atlanta (2003)         |
| South    | Dash de Winston-Salem      | Winston-Salem     | Caroline du Nord | Truist Stadium (5 500)                 | White Sox de Chicago (1997)     |

## Palmarès
| - 1980 : Greensboro - 1981 : Greensboro - 1982 : Greensboro - 1983 : Gastonia - 1984 : Asheville - 1985 : Florence - 1986 : Columbia - 1987 : Myrtle Beach - 1988 : Spartanburg - 1989 : Augusta - 1990 : Charleston |  | - 1991 : Columbia - 1992 : Myrtle Beach - 1993 : Savannah - 1994 : Savannah - 1995 : Augusta - 1996 : Savannah - 1997 : Delmarva - 1998 : Capital City - 1999 : Augusta - 2000 : Delmarva - 2001 : Lexington |  | - 2002 : Hickory - 2003 : Rome - 2004 : Hickory - 2005 : Kannapolis - 2006 : Lakewood - 2007 : Columbus - 2008 : Augusta - 2009 : Lakewood - 2010 : Lakewood - 2011 : Greensboro - 2012 : Asheville |  | - 2013 : Savannah - 2014 : Asheville - 2015 : Hickory - 2016 : Rome - 2017 : Greenville - 2018 : Lexington - 2019 : Lexington - 2020 : Saison annulée en raison de la pandémie de Covid-19 - 2021 : Hot Rods de Bowling Green - 2022 : Hot Rods de Bowling Green - 2023 : Drive de Greenville |